# Elizabethtown (Illinois)
Elizabethtown település az Amerikai Egyesült Államok Illinois államában, Hardin megyében, melynek megyeszékhelye is. Lakosainak száma 220 fő (2020. április 1.).

## Népesség
A település népességének változása:

| 2010 | 299 |
| 2020 | 220 |